# Дузџе
Дузџе (тур. Düzce) је град у Турској у вилајету Дузџе. Према процени из 2009. у граду је живело 121.215 становника.

## Становништво
Према процени, у граду је 2009. живело 121.215 становника.
| 1990.  | 2000.  |
| ------ | ------ |
| 65.209 | 56.649 |